# Raïss (poète)

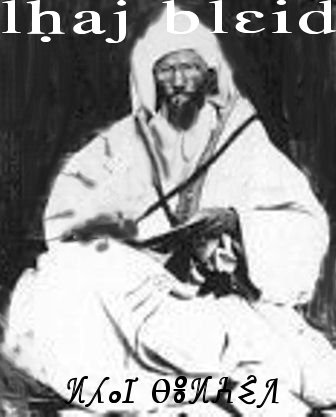
Hadj blεid 1933

Le raïss nom masculin, taraïsst au féminin, rouaïss au pluriel, est un terme de la langue berbère (tašelhit), utilisé pour désigner un chanteur poète dans la région du Souss au sud marocain, il est l’équivalent d'Amdiaz, chanteur du Moyen Atlas ou du Mâalem dans la culture gnaouie. 
Lhadj Belaid fut un grand ténor de la chanson berbère du Souss.

## Raïss célèbres
- Lhadj Belaïd
- Mohamed Sasbo
- Boubakr Anchad